# Hans Rademacher
Hans Adolph Rademacher (Wandsbek bei Hamburg, 1892 – Habsverford, 1969) è stato un matematico tedesco.
Docente all'università di Amburgo, nel 1936 entrò di ruolo all'università della Pennsylvania. Nel 1930 scrisse un trattato matematico insieme a Otto Toeplitz.